# Budzów (gmina)
Budzów – gmina wiejska w województwie małopolskim, w powiecie suskim. W latach 1975–1998 gmina położona była w województwie bielskim.

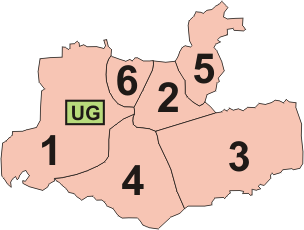
Podział gminy Budzów:
1. Budzów, 2. Baczyn, 3. Bieńkówka, 4. Jachówka, 5. Palcza, 6. Zachełmna

Siedziba gminy to Budzów. W skład gminy wchodzą następujące wsie: Budzów, Baczyn, Bieńkówka, Jachówka, Palcza i Zachełmna, oraz osada Polany.
Według danych z 31 grudnia 2017 gminę zamieszkiwało 8929 osób. 

## Struktura powierzchni
Według danych z roku 2002 gmina Budzów ma obszar 73,41 km², w tym:
- użytki rolne: 52%
- użytki leśne: 41%

Gmina stanowi 10,71% powierzchni powiatu.

## Demografia

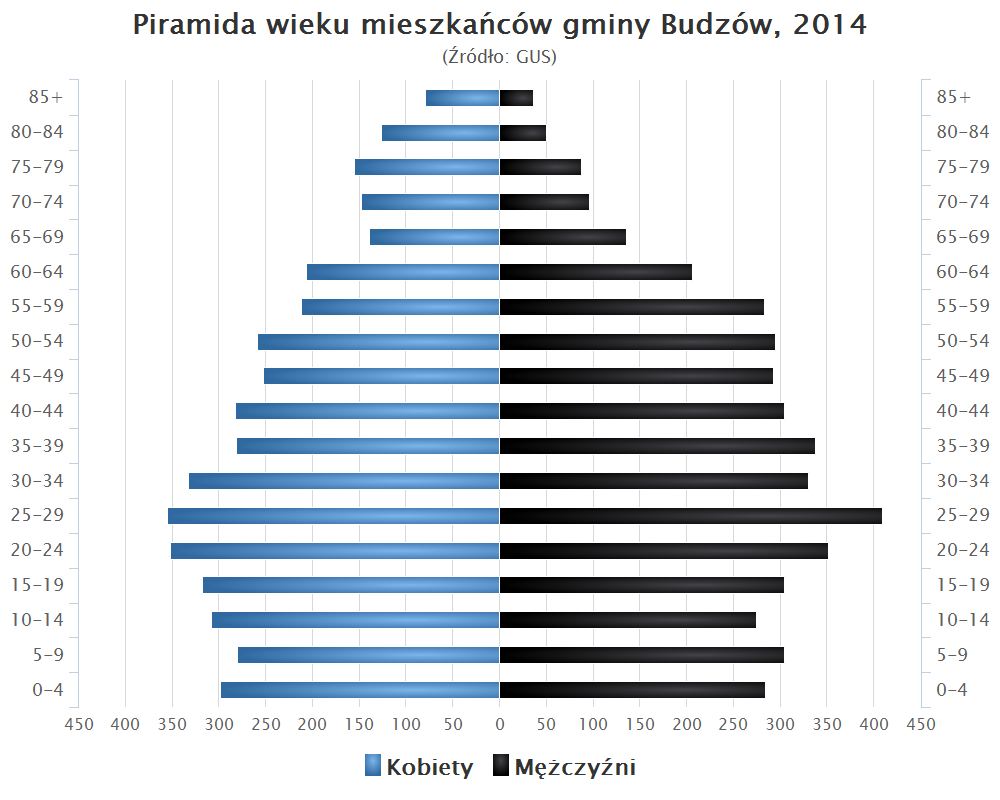
Piramida wieku mieszkańców gminy Budzów w 2014 roku

Dane z 31 grudnia 2017
| Opis                              | Ogółem | Ogółem | Kobiety | Kobiety | Mężczyźni | Mężczyźni |
| --------------------------------- | ------ | ------ | ------- | ------- | --------- | --------- |
| jednostka                         | osób   | %      | osób    | %       | osób      | %         |
| populacja                         | 8929   | 100    | 4464    | 50,0    | 4465      | 50,0      |
| gęstość zaludnienia (mieszk./km²) | 121,0  | 121,0  | 60,5    | 60,5    | 60,5      | 60,5      |

## Sąsiednie gminy
Lanckorona, Maków Podhalański, Pcim, Sułkowice, Stryszów, Tokarnia, Zembrzyce